# Pithoascus platysporus
Pithoascus platysporus är en svampart som beskrevs av Arx & Veenb.-Rijks 1973. Pithoascus platysporus ingår i släktet Pithoascus och familjen Microascaceae.   Inga underarter finns listade i Catalogue of Life.